# 灰吹法
灰吹法（はいふきほう）は、金や銀を鉱石などからいったん鉛に溶け込ませ、さらにそこから金や銀を抽出する技術。金銀を鉛ではなく水銀に溶け込ませるアマルガム法と並んで古くから行われてきた技術で、旧約聖書にも記述がある。

## 抽出法
貴金属の鉱石は単体の金属や合金、硫化物などの状態の鉱物として産するが、もともと反応性の低い元素であるため、硫化物などの化合物であっても加熱によって容易に還元され、金属となる。そのため金や銀の鉱石を融解した鉛に投じると、もともと金属状態であったり、加熱によって還元されて金属になった金や銀は容易に鉛に溶け込んで合金を生じる。この金銀が溶け込んだ鉛をキューペル（骨灰やポルトランドセメント、酸化マグネシウムの粉末などで作った皿のこと）にのせて空気を通しながら約800-850℃に加熱すると、鉛は空気中の酸素と反応して酸化鉛になり、キューペルに吸収され、金と銀の合金が粒状になってキューペルの上に残る。液体の金属は表面張力が大きいため多孔質のキューペルの上でも液滴の形状を保つが、融解した酸化鉛は表面張力が小さく、毛管現象でキューペルに吸い込まれてしまうからである。また銅、鉄、亜鉛といった卑金属の不純物は酸化して酸化鉛と混合し、スラグになるので、量が多い場合にはこれをかき出す。残った貴金属粒子は吹金（灰吹金）あるいは灰吹銀と呼ばれた。金を含有する灰吹銀は山吹銀と称し金銀吹分けが行われた。
残った貴金属合金粒子から金と銀を分離するには、硝酸で銀を溶解するか、電解を行えばよい。江戸時代の日本では金を含有する灰吹銀に鉛および硫黄を加えて硫化銀を分離し、金を残すという手法が採られた。この方法は鉱石中の金や銀の定量分析にも利用される。江戸時代の銀座においても、製造された丁銀の品位を分析する糺吹きにおいて灰吹法が用いられた。
灰吹法が広まることにより、酸化鉛や水銀の粉塵を吸い込んだ作業員が鉛中毒や水銀中毒を発症し、例えば石見銀山では鉱山での劣悪な環境も相まって30歳まで生きられた鉱夫は尾頭付きの鯛と赤飯で「長寿」の祝いをしたほどであった。こうした中毒被害・公害の観点やコスト・効率などの理由により、今日の近代工業において粗銅地金から貴金属などを分離する方法は、電解精錬や青化法に移行している。

## 歴史

### 古代
灰吹法の最古の事例はバビロニアで発見されており、年代はウルク文化後期と推定されている。ハブーバ・カビーラ南遺跡が最古の灰吹法の証拠とされており、工房には方鉛鉱から銀を抽出した跡があり、銀の産地であるタウルス山脈にも近い。
1997年（平成9年）、本格的調査があった飛鳥京跡の「飛鳥池工房遺跡」において、近世に導入された骨灰を用いた灰吹法と同じ原理の、凝灰岩製坩堝（るつぼ）を用いた灰吹法、銀の精錬が行われていたことが判明した。国内で確認されている銀の精錬は、16世紀の「石見銀山」（島根県大田市）が最も古い例とされていたが、 これらは7世紀後半となり、国内最古の銀の精錬となる。
銀鉱石の方鉛鉱には、一般に0.03～1%の銀を含み、飛鳥池工房遺跡からも小さい方鉛鉱が出土した。方鉛鉱は、劈開面を持ち、一定の面に沿って割れる、つまりもろいので容易に粉砕できるものである。これを凝灰岩製の坩堝（るつぼ）で焼く。一般的な凝灰岩は、比較的もろく多孔質であることが特徴である。凝灰岩製の坩堝の中で焼くと、鉛は酸化され、先に溶け出し、多孔質の坩堝に吸収されるとともに、大気中に幾分蒸発する。そして、最後に銀が小さな粒として残される。この小さな銀の粒を集めて、ある程度大きな塊にするために、粉末化した方鉛鉱を再び加え、ピット状の穴を開けた、凝灰岩製の坩堝（るつぼ）に詰め、炉中で熱する。方鉛鉱から溶け出した鉛は、小さな銀の粒を凝集した後に、凝灰岩に吸収され、再び銀だけが濃縮されて残る。この作業は、銀の濃度を上げるために、何度か繰り返されたことが想定でき、こうして、出土した直径5mm程度の銀粒ができたとみられている。方鉛鉱中の銀を抽出する製錬から、それを集めて再び方鉛鉱を加えて銀を濃縮し、純度を上げる精錬に至る一連の作業が、まさに「灰吹法」である。ここでは、灰の代わりに多孔質な凝灰岩製坩堝（るつぼ）が直接鉛の吸収材の役目を担っている。

### 中世・近世
日本には、戦国時代の1533年に石見銀山の発見に際して、博多を通じ神屋寿禎が招来した吹工、宗丹および慶寿（けいじゅ、文献により桂寿とも記される禅僧）の両名によって伝来された。このとき日本に伝来した技術の系譜に関し、中国から伝来したと言う説と、朝鮮から伝来したと言う説があったが、近年では石見銀山資料館や島根県立古代出雲歴史博物館が「直接的には朝鮮から伝来したものといわれる。」とし、また山梨県立博物館や新潟県立歴史博物館もこれにならっている。15世紀後半から、朝鮮では隣国の明で銀が不足しているのに際し新たな鉱業技術を開発し銀山を開発した。この技術が戦国時代の日本に導入されたという。
この技術は石見銀山で用いられ、1542年には技術者が生野銀山に移住し、やがて全国に広まっていき、全国的に産金・産銀高を飛躍的に向上させたと言われており、16世紀から19世紀にかけての300年あまりの間、日本の産金、産銀を支え続けた。佐渡金山の周辺の遺跡からも、灰吹法に用いた鉛のインゴットが出土している。石見銀山の石州銀は中国人や日本人などを通じて中国に輸出され、経済流通の増加に伴う決済手段不足（マネーサプライの不足）、即ちデフレーションを防ぐ役割を果たして東洋における貿易を活性化させた。
1591年に蘇我理右衛門が泉州堺にて貴金属を含む粗銅の地金から金銀を取り出す製法の改良された方法を南蛮人から学び南蛮吹き（南蛮絞りとも）と呼ばれた。1630年代には大坂銅吹屋が設立され、全国の銅山から粗銅が集積されて精銅が行われ、銀を含む物は合吹き、南蛮絞り、灰吹きに由って分離された。
日本国内の鉱石から製錬された粗銅は金銀を含んでいたが、15世紀の日本にはこれを銅から分離する技術が無かったため、古くからこの技術をもつ明や技術が伝来していた李氏朝鮮といった大陸諸国の商人は日本から購入した粗銅から金や銀を取り出す事で差益を得ていた。粗銅から金銀を取り出す精錬（合吹き、南蛮絞り、灰吹き）は、まず銅を鉛とともに溶かしてから徐々に冷却し、銅は固化するが鉛はまだ融解している温度に保つ。すると銅は次第に結晶化して純度の高い固体となって上層に浮かび、金銀を溶かし込んだ鉛が下層に沈む。この融解した状態の鉛を取り出して、骨灰の皿の上で空気を吹き付けることによって金銀を回収することが可能になり、安価な粗銅の形での海外流出が止んだ。